# 前衛搖滾
前衛搖滾（英語：Progressive rock），簡稱為「prog rock」，有時被稱為藝術搖滾、古典搖滾或交響搖滾，是在1960年代晚期興起的搖滾樂分支之一，它的內涵十分複雜並且吸納眾多其他樂派精神，因此並不能明確地定義出其精確範圍。前衛搖滾最熱門的巅峰時期是在1970年代早期，並繼續流傳至今日。前衛搖滾起源自英國，大多數的團體來自歐洲，只有少數幾支樂團是來自於美國或加拿大。與受到節奏藍調以及鄉村音樂影響的美國搖滾不同，此種樂風通常結合爵士樂、古典音樂、民謠和世界音樂等元素，經由多年累積的發展，在前衛搖滾中也出現例如交響搖滾、藝術搖滾、數學搖滾以及前衛金屬等類型。
前衛搖滾樂手意圖擺脫流行音樂的公式化及束縛，並亟力提升自身的音樂成就另外一種音樂類型，即便時常令人嗅到不小的古典與爵士影響。前衛搖滾最獨特的地方便是「複雜」而不只是樂手的演奏技術出眾，因為在流行音樂中技巧十分出眾但卻演奏單調樂章的樂手亦大有人在。
前衛搖滾並無絕對定義，名團深紅之王樂團的領袖羅伯特·弗利普就十分厭惡這個音樂分類上的術語。而構築出前衛搖滾的作品多集中在1970年代，例如傑叟羅圖樂團、Yes樂團、創世紀合唱團、平克·佛洛伊德樂團、愛默生、雷克與帕瑪樂團、匆促樂團與深紅之王等，音樂各有不同特色，無法同一而論。這些樂手與樂評家們（如：比爾·馬丁）對自身是否真的屬於前衛搖滾感到疑問，同時也有人在爭辯例如弗蘭克·扎帕、深紫樂團、Phish、電台司令和工具樂團這類活躍於其他樂種的樂團或樂手是否屬於此種音樂類型。

## 前衛搖滾的特色
各個前衛搖滾團體之間，雖然無法找到完全雷同的特色，但在大方向上來說，他們是十分相近的。
- 長篇的歌曲，有時候甚至超出20分鐘，歌曲中包括了細膩與華麗的演奏與合音。這些歌曲通常被稱為「史詩」(epic)，是前衛搖滾受古典音樂影響最明顯的特色之一。最早的例子（同時也是第一次讓一首歌由多個子部分所組成）為Procol Harum的17分半大作《In Held Twas In I》。其他有名的例子則有：匆促樂團二十分鐘的曲子《2112》、創世紀樂團的23分鐘作品《Supper's Ready》以及傑叟羅圖樂團的43分鐘大長篇《Thick as a Brick（英语：Thick as a Brick）》。更為極端的例子有綠色康乃馨樂團（英语：Green Carnation）長達一小時的《Light of Day, Day of Darkness》與夢劇場樂團的《Six Degrees of Inner Turbulence》。
- 這些時間特別長的曲目，通常（而非全部）會分成幾個段落，而這些分離的段落有時也可以單獨成為一首歌來演出，這樣的分段多少受到古典音樂的影響。舉例來說，Yes的《Close to the Edge》便分成四段、匆促樂團的《Hemispheres》分成七段、平克·佛洛伊德的《Shine On You Crazy Diamond（英语：Shine On You Crazy Diamond）》則有九段。Yes樂團的單曲《Soon》事實上為二十分鐘的歌曲《The Gates of Delirium》當中的一部份；同樣地，Jethro Tull的《Thick as a Brick》當中的部分曲目也常被抽出收錄在其他專輯中。
- 歌詞常有著精緻細膩叫人捉摸不透的敘述，主題環繞著科幻小說、幻想、歷史、宗教、戰爭以及瘋狂。前衛搖滾歌曲極少觸及愛情方面，而且甚少跳舞等流行歌曲的主題。大部份前衛搖滾樂團為避免對政治的直接批判，會以象徵性的手法表達其訴求。舉例來說，創世紀樂團的專輯《Selling England by the Pound》便緊扣著商業精神與自然主義間的緊張衝突。而愛默生、雷克與帕瑪的《Brain Salad Surgery》描繪出對於人類將被機器所取代，面對科技快速變遷的恐懼。常被視為前衛搖滾一份子的搖滾反對派（英语：Rock in Opposition）這些團體們則截然不同，他們的歌詞往往是對於政府當局嚴厲火辣的大肆批判。
- 概念專輯，是在一張專輯中有一個整體的故事，如同戲劇或電影一般，也常被稱做搖滾歌劇（英语：Rock Opera）。而不被認為是前衛搖滾的誰合唱團的Pete Townshend卻是早期發展出搖滾歌劇的重要人物，在《A Quick One While He's Away》中類似半開玩笑式地，在《Tommy》雙CD中便抱持著較為嚴肅的態度。在黑膠唱片的年代裡，概念專輯往往是以兩張唱片發行並伴隨著精心設計巧奪天工的唱片封面與夾頁設計。著名的例子有創世紀樂團的《百老汇的诱人谎言》、憂鬱藍調合唱團的《Days of Future Passed》、平克·佛洛伊德的《Dark Side of the Moon》、《Wish You Were Here》、《Animals》以及《The Wall》，以及近年來德國女皇樂團（英语：Queensrÿche）的《Operation: Mindcrime》與夢劇場的《大都會Part 2：來自記憶的場景（英语：Metropolis, Pt. 2: Scenes From a Memory）》。
- 以迥異於搖滾樂卓越的樂器演奏著稱，包括了電子合成器與獨特的演唱方式。前者最著名的例子或許是Jethro Tull的靈魂人物Ian Anderson出神入化的長笛演奏。鍵盤樂器包括了合成器、風琴、鋼琴以及磁帶合成器（Mellotron）亦是前衛搖滾中關鍵的一部份，相對的在搖滾樂其他分類中較為罕見。另外像是：採用非西方樂器（特別是敲擊樂器）。獨特的嗓音以溫柔的巨人樂團（英语：Gentle Giant）最廣為人知，而像範德格雷夫發電機樂團（英语：Van der Graaf Generator）的主唱Peter Hammill也經常會出其不意用些特別的唱腔。
- 令人有些驚訝的，在前衛搖滾的黃金歲月裡許多樂團都嘗試與管弦樂團或者是合唱團共同演出，最著名的例子便是70年代早期平克·佛洛伊德的《Atom Heart Mother》以及Yes樂團的第二張專輯《Time and a Word（英语：Time and a Word）》。更為常見的，磁帶合成器（Mellotron）經常用於和聲與弦樂器之配合上。較少人認識的團體如文藝復興樂團在音樂作品中廣泛地與管弦樂團合作。與管弦樂團的合作，在近來的前衛搖滾發展中越加流行與被採納。
- 與上述相關的為幾位卓越的樂手，能夠嫻熟地悠遊在數十種樂器之間，例如麥克·歐菲爾德、伊恩·安德森以及尼爾·摩士（英语：Neal Morse）。
- 不規律的拍號、切分音、音節技巧、音階或者是調音的運用。
- 將音樂與視覺藝術相結合：由披頭士的《佩珀军士的孤独之心俱乐部乐队》開始此風氣，並在前衛搖滾的全盛時期被接受。有些樂團因為專輯的藝術方面和聲音而出名。
- 成員頻繁的相互交流：如同爵士大樂團，前衛搖滾的成員們會頻繁地交流。舉例來說，Yes的史蒂夫·豪與創世紀樂團的史特夫·哈克特（英语：Steve Hackett）以GTR（"guitar"）的名義共同錄製了一張專輯。鼓手Bill Bruford（英语：Bill Bruford）曾經與Yes、創世紀樂團以及深紅之王樂團合作演出過。在1990年代，Yes樂團的巡迴演出陣容幾乎包括了所有曾經參與過的成員們，在不同場次裡互次搭檔。直到最近，夢劇場與其他樂團的合作專輯數量甚至超過了團體本身的專輯，不論是已離團或是現任團員都與現今前衛樂壇的團體們出過不計其數的專輯。